# Road Rash: Jailbreak
Road Rash: Jailbreak es un videojuego de carreras desarrollado por EA Redwood Shores para la versión PlayStation y Magic Pockets para la versión Game Boy Advance y publicado por Electronic Arts para PlayStation en 2000 y para Game Boy Advance en 2003. Es el sexto y penúltimo juego de la serie Road Rash.

## Jugabilidad
El juego se juega de manera similar a los juegos anteriores desarrollados en la serie Road Rash, que involucra al jugador compitiendo con su motocicleta contra otros motociclistas. El juego favorece un estilo arcade, con poco énfasis en el realismo. Mientras corre, el jugador tiene la opción de golpear o usar armas para atacar a otros oponentes, para ralentizar su progreso. El objetivo final es colocarse primero en la carrera para ganar puntos para mejorar el arma y el nitro del jugador. Por el contrario, la peor cita es terminar último, que no gana puntos, o ser detenido por oficiales de policía, donde el jugador realmente pierde puntos. A pesar de compartir muchas características con juegos anteriores de la serie, "Road Rash Jailbreak" pone un mayor énfasis en el aspecto de carreras del juego y menos en el combate.
Los cursos individuales para el juego se ensamblan a partir de un sistema más grande de cuadrículas de caminos interconectados. Los cursos pueden superponerse a segmentos comunes de otras pistas, pero a menudo tienen diferentes puntos de inicio o finalización, o hacen que el jugador rechace rutas alternativas. Los modos de Road Rash Jailbreak son: Jailbreak, Five-O, Time Trial, Cops and Robbers, Skull-to-skull y Sidecar.

## Recepción
La versión de Game Boy Advance de Road Rash: Jailbreak recibió críticas "promedio" según el sitio web de agregación de reseñas Metacritic. Game Informer le dio una crítica desfavorable, más de un mes antes de su lanzamiento. Doug Trueman de NextGen dijo en su balance final que el primer Road Rash era aún mejor que la versión de PlayStation.